# كارلا كونواي
كارلا كونواي (بالإنجليزية: Karla Conway)‏ هي بلاي ميت وفنانة أمريكية، ولدت في 5 يوليو 1946 في باسادينا في الولايات المتحدة.

## وصلات خارجية
- كارلا كونواي على موقع IMDb (الإنجليزية)
- كارلا كونواي على موقع قاعدة بيانات الفيلم (الإنجليزية)